# Đội tuyển Davis Cup Angola
Đội tuyển Davis Cup Angola đại diện Angola ở giải đấu quần vợt Davis Cup và được quản lý bởi Liên đoàn quần vợt Angola.  Họ không thi đấu kể từ năm 2003.

## Lịch sử
Angola tham gia kì Davis Cup đầu tiên năm 2001.  Kết quả tốt nhất là thứ 7 ở Nhóm III năm 2003.